# Glypta incisa
Glypta incisa là một loài tò vò trong họ Ichneumonidae.